# جون ثورن
جون ثورن (بالإنجليزية: John Thorne)‏ هو شخصية أعمال بريطاني، ولد في 14 أبريل 1969 في بورنهم في المملكة المتحدة.